# Цитадель
Цитаде́ль (итал. cittadella — «небольшой городок») — крепость, защищающая город, либо внутреннее укрепление крепости, имевшее самостоятельную оборону, являвшееся общим редюитом крепости и служившее последним опорным пунктом (редутом) для гарнизона крепости в случае падения основных её укреплений.
Цитадель могла быть расположена или отдельно, внутри главной ограды крепости (города), или иметь с нею общие фронты, иногда она устраивалась и вне ограды, если имелся особенно выгодный, по местным условиям, для обороны пункт, например, в крепости Кобленц цитадель Эренбрейтштейн построена на высокой скале противоположного берега реки Рейн. В качестве примера первого расположения могут служить Александровская цитадель крепости Варшавы и цитадель крепости Новогеоргиевска, примером второго — цитадели крепостей Страсбурга и Антверпена (Замок Стен).

## История
Цитадель, увеличивающая общую продолжительность сопротивления противнику, также иногда предназначалась для удержания в повиновении своего гражданского населения вокруг крепости, и удержания города за владеющим им государем. При восстании в городе сторонники государя и гарнизон прятались в цитадели, а при подходе главных сил государя пропускали эти силы через свои ворота в город. Согласно Макиавелли, так делали многие князья в итальянских государствах. Однако сторонники князя, будучи уверенными в возможности спрятаться в цитадели, вели себя надменно, оскорбляя горожан и надеясь на безнаказанность. В итоге горожане призывали другого государя, который брал цитадель осадой. Термин происходит от латинского слова civis, означающее «гражданин».
При росте городов, когда внутри крепостной ограды уже находился город, то между цитаделью и городскими строениями оставлялась открытая площадь, шириною 200—250 саженей, называемая эспланадою, а городские улицы, упирающиеся в эспланаду, получают такое направление, чтобы из цитадели их можно было обстреливать продольным огнём.
Старейшими цитаделями могут считаться укрепления Индской цивилизации, где цитадель выполняла функцию олицетворения могущества власти централизованного государства.

## Примеры
- Московский Кремль
- Александровская цитадель[5]
- Вышеград[6]
- и другие.